# Dubrava Zabočka
Dubrava Zabočka je mjesto, administrativno u sastavu grada Zaboka, smješteno na obroncima brežuljaka i nizinskom dijelu uz regionalnu cestu Zagreb-Varaždin, u dolini rijeke Krapine, odmah iza županijske bolnice i naselja Bračak. 
Dubrava je poznata u povijesti po površinskom kopu kvalietne gline koja se koristila za izradu keramičkog posuđa u nekadašnjoj tvornici "Jugokeramika" u Zaprešiću te za neke proizvode u tvornici "Zagorka" u Bedekovčini. 
U mjestu postoji nogometni klub "Rudar" koji okuplja sve naraštaje igrača. Postoji i ribolovno društvo "Linjak" koje je osnovano velikim zalaganjem nekolicine ribolovnih entuzijasta. U mjestu također postoji i tradicionalna zagorska kuća s pratećim gospodarskim objektima koja je podignuta zahvaljujući gospođi Gordani Gregurić te entuzijastima i zaljubljenicima u ekologiju i tradiciju Zagorja. 
Mjesto je opremljeno svim infrastrukturnim i komunalnim objektima (vodovod, kanalizacija, plinska mreža).

## Stanovništvo
| broj stanovnika | 243   | 284   | 328   | 362   | 354   | 438   | 419   | 520   | 606   | 607   | 605   | 552   | 602   | 586   | 595   | 591   | 574   |
|                 | 1857. | 1869. | 1880. | 1890. | 1900. | 1910. | 1921. | 1931. | 1948. | 1953. | 1961. | 1971. | 1981. | 1991. | 2001. | 2011. | 2021. |